# گرهارد ولز
گرهارد ولز (انگلیسی: Gerhard Welz؛ ۱ فوریهٔ ۱۹۴۵ – ۶ آوریل ۲۰۲۴) بازیکن فوتبال اهل آلمان بود.
از باشگاه‌هایی که در آن بازی کرده‌است می‌توان به باشگاه فوتبال کلن، باشگاه فوتبال بایرن مونیخ، باشگاه فوتبال اس‌سی فورتونا کلن، باشگاه فوتبال نورنبرگ، باشگاه فوتبال اشتوتگارت، و باشگاه فوتبال زاربروکن اشاره کرد.
وی همچنین در تیم‌های ملی فوتبال Germany national football B team و زیر ۲۱ سال آلمان بازی کرده‌است.